# Marasmia trapezalis
Marasmia trapezalis is een vlinder uit de familie van de grasmotten (Crambidae). De wetenschappelijke naam van deze soort is voor het eerst voorgesteld als Salbia trapezalis door Achille Guenée in een publicatie uit 1854.

## Verspreiding
De soort komt voor in
- het Afrotropisch gebied (Gambia, Senegal, Mali, Soedan, Liberia, Nigeria, Kameroen, Congo Kinshasa, Oeganda, Kenia, Somalië, Tanzania, Zambia, Mozambique, Zimbabwe, Sint-Helena, Seychellen, Madagaskar, Mauritius, Réunion, Saudi-Arabië, Oman),
- het Palearctisch gebied (Egypte),
- het Oriëntaals gebied (Zuid-China, India, Sri Lanka, Sulawesi),
- het Australaziatisch gebied (Papoea-Nieuw-Guinea, Australië, Cookeilanden, Fiji, Palau, Polynesië),
- het Neotropisch gebied (Cuba[1], Dominicaanse Republiek, Mexico, Peru).

## Waardplanten
De rups leeft op diverse planten van de grassenfamilie (Poaceae):
- Imperata cylindrica
- Oryza sativa
- Panicum maximum
- Panicum trichocladum
- Paspalum notatum
- Pennisetum clandestinum
- Saccharum officinarum
- Sorghum bicolor
- Triticum aestivum
- Zea mays